# イラクリオン
イラクリオン（Ηράκλειον / Iraklion）またはイラクリオ（Ηράκλειο）は、ギリシャ・クレタ島北部にある都市で、その周辺地域を含む基礎自治体（ディモス）。エーゲ海（クレタ海）に面した港湾都市である。約14万の人口を擁するクレタ島最大の都市（ギリシャ全土では第4位）で、クレタ地方の首府、イラクリオン県の県都。
ミノア文明（クレタ文明）の代表的な遺跡であるクノッソス宮殿は、市街の約5キロ南東に位置する。

## 名称
イラクリオンはカサレヴサによる発音・表記で、現代ギリシャ語（デモティキ）ではイラクリオ（Ηράκλειο / Iraklio） 。
イタリア語およびトルコ語での呼称は カンディア (イタリア語: Candia ; トルコ語: Kandiye)。これは、ヴェネツィアおよびオスマン帝国がこの都市を支配していたときの呼称でもある。

## 歴史
9世紀、イスラーム勢力によって街が建てられたとされるが、それ以前にも文明が存在したことを示す遺跡などが発見されている。その後、東ローマ帝国、ジェノヴァなどの支配を経て、13世紀初頭に第4回十字軍で勢力を伸張させていたヴェネツィアの支配下におかれた。現在でも、ヴェネツィア領時代の要塞が残されている。その後、20年以上に渡る攻防戦を経て、1669年にオスマン帝国がこの都市を獲得した。20世紀初頭にギリシア領となった。

## 観光

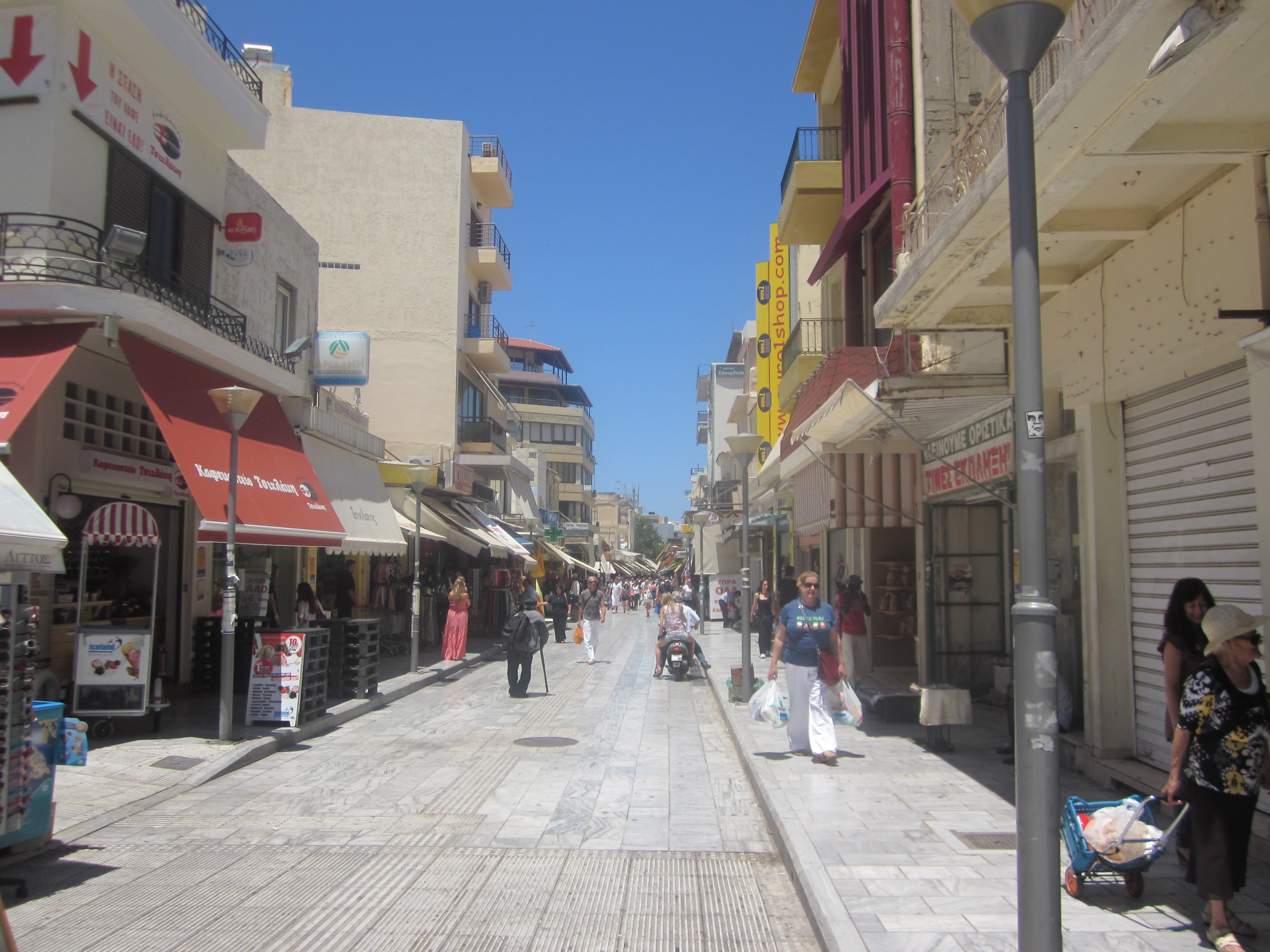
市街地中心部

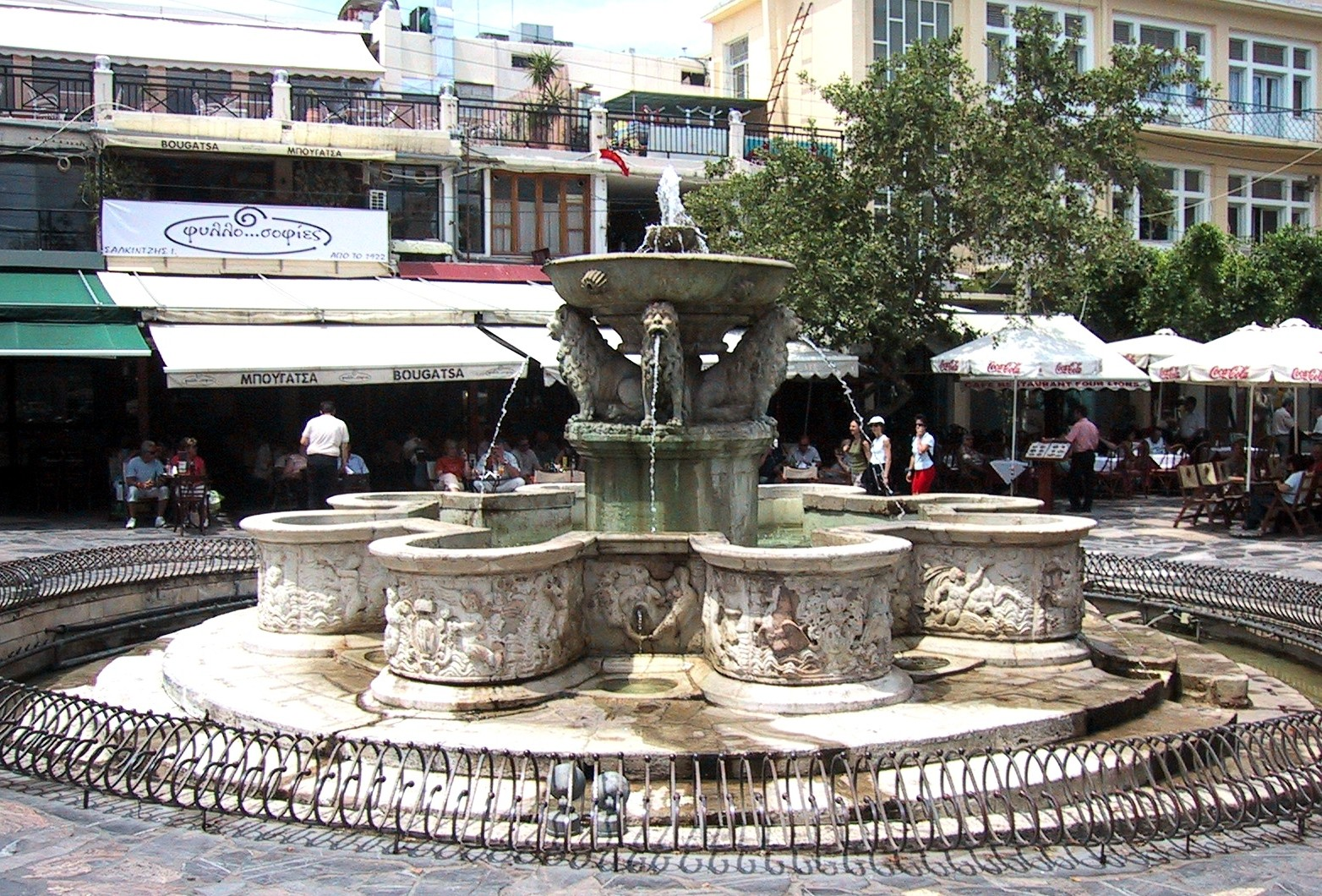
モロシニの泉

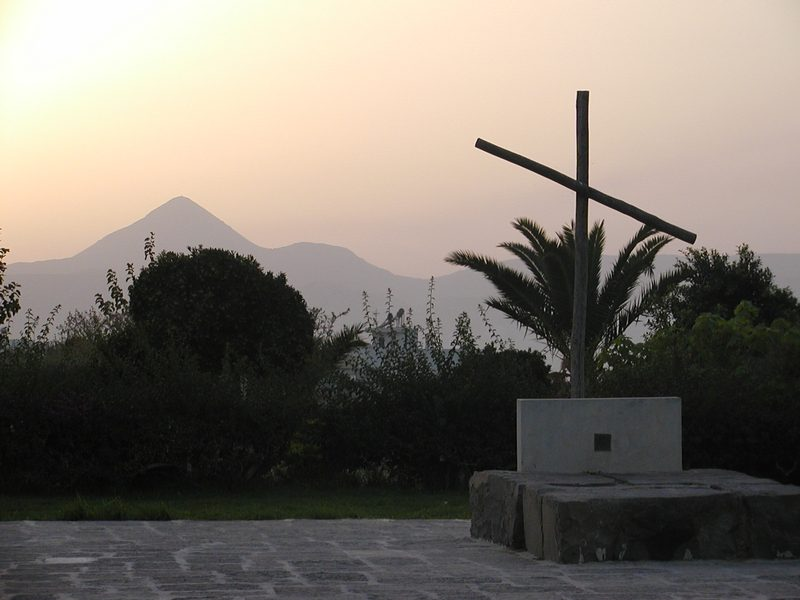
カザンザキスの墓

ミノア文明の遺跡である、クノッソス宮殿への観光拠点となっている。
- 考古学博物館
- クノッソス宮殿
- モロシニの泉（ヴェニゼロス広場にある）

## スポーツ
OFIクレタとエルゴテリスFCの2つのサッカークラブが本拠地を置いており、両者の対戦はクレタ・ダービーと呼ばれている。

## 気候
地中海性気候のため、冬季は雨が多く、夏季は雨が少なく乾燥する。夏季の日照時間は非常に長く、ほぼ毎日晴れる。年間を通じて温暖で、海洋性気候のため気温の日較差や年較差が緯度の割には小さい。
| イラクリオン（1961-1990）の気候             | イラクリオン（1961-1990）の気候 | イラクリオン（1961-1990）の気候 | イラクリオン（1961-1990）の気候 | イラクリオン（1961-1990）の気候 | イラクリオン（1961-1990）の気候 | イラクリオン（1961-1990）の気候 | イラクリオン（1961-1990）の気候 | イラクリオン（1961-1990）の気候 | イラクリオン（1961-1990）の気候 | イラクリオン（1961-1990）の気候 | イラクリオン（1961-1990）の気候 | イラクリオン（1961-1990）の気候 | イラクリオン（1961-1990）の気候 |
| 月                                          | 1月                             | 2月                             | 3月                             | 4月                             | 5月                             | 6月                             | 7月                             | 8月                             | 9月                             | 10月                            | 11月                            | 12月                            | 年                              |
| ------------------------------------------- | ------------------------------- | ------------------------------- | ------------------------------- | ------------------------------- | ------------------------------- | ------------------------------- | ------------------------------- | ------------------------------- | ------------------------------- | ------------------------------- | ------------------------------- | ------------------------------- | ------------------------------- |
| 最高気温記録 °C （°F）                      | 24.7 (76.5)                     | 26.2 (79.2)                     | 29.4 (84.9)                     | 34.5 (94.1)                     | 38.0 (100.4)                    | 41.3 (106.3)                    | 41.0 (105.8)                    | 42.0 (107.6)                    | 39.5 (103.1)                    | 35.7 (96.3)                     | 31.2 (88.2)                     | 28.5 (83.3)                     | 42 (107.6)                      |
| 平均最高気温 °C （°F）                      | 15.2 (59.4)                     | 15.5 (59.9)                     | 16.8 (62.2)                     | 20.2 (68.4)                     | 23.5 (74.3)                     | 27.3 (81.1)                     | 28.6 (83.5)                     | 28.4 (83.1)                     | 26.4 (79.5)                     | 23.1 (73.6)                     | 20.1 (68.2)                     | 17.0 (62.6)                     | 21.9 (71.4)                     |
| 日平均気温 °C （°F）                        | 12.6 (54.7)                     | 12.8 (55)                       | 13.8 (56.8)                     | 16.6 (61.9)                     | 19.7 (67.5)                     | 23.7 (74.7)                     | 25.7 (78.3)                     | 25.6 (78.1)                     | 23.4 (74.1)                     | 20.3 (68.5)                     | 17.4 (63.3)                     | 14.5 (58.1)                     | 18.9 (66)                       |
| 平均最低気温 °C （°F）                      | 10.0 (50)                       | 10.0 (50)                       | 10.8 (51.4)                     | 13.0 (55.4)                     | 15.9 (60.6)                     | 20.0 (68)                       | 22.7 (72.9)                     | 22.7 (72.9)                     | 20.3 (68.5)                     | 17.5 (63.5)                     | 14.7 (58.5)                     | 12.0 (53.6)                     | 15.8 (60.4)                     |
| 最低気温記録 °C （°F）                      | 1.2 (34.2)                      | 1.4 (34.5)                      | 3.3 (37.9)                      | 6.4 (43.5)                      | 8.0 (46.4)                      | 13.2 (55.8)                     | 16.2 (61.2)                     | 16.6 (61.9)                     | 13.5 (56.3)                     | 9.7 (49.5)                      | 6.4 (43.5)                      | 3.4 (38.1)                      | 1.2 (34.2)                      |
| 降水量 mm （inch）                          | 91.5 (3.602)                    | 77.4 (3.047)                    | 57.4 (2.26)                     | 30.0 (1.181)                    | 15.2 (0.598)                    | 3.2 (0.126)                     | 1.0 (0.039)                     | 0.7 (0.028)                     | 19.5 (0.768)                    | 68.8 (2.709)                    | 58.8 (2.315)                    | 77.1 (3.035)                    | 500.6 (19.709)                  |
| 平均降水日数                                | 10.1                            | 9.1                             | 6.9                             | 3.4                             | 1.9                             | 0.5                             | 0.1                             | 0.1                             | 1.3                             | 4.9                             | 6.0                             | 8.9                             | 53.2                            |
| 平均月間日照時間                            | 117.8                           | 124.7                           | 176.7                           | 228.0                           | 300.7                           | 351.0                           | 372.0                           | 347.2                           | 282.0                           | 198.4                           | 150.0                           | 120.9                           | 2,769.4                         |
| 出典：Hong Kong Observatory NOAA (extremes) |                                 |                                 |                                 |                                 |                                 |                                 |                                 |                                 |                                 |                                 |                                 |                                 |                                 |

## 交通
アテネの外港都市であるピレウスからフェリーが出ている。イラクリオン空港があり、アテネなどへの便が出ている。
クレタ島内の中心都市として、ハニアなど島内の各都市へのバスが出ている。

## 姉妹都市
- コンスタンツァ、ルーマニア

## 著名な出身者
- エル・グレコ - 画家
- ニコス・カザンザキス - 小説家
- レナ・キリアコウ - ピアニスト